# Jieling
Jieling (kinesiska: 界岭, 界岭乡) är en socken i Kina. Den ligger i provinsen Hunan, i den södra delen av landet, omkring 140 kilometer sydväst om provinshuvudstaden Changsha. Antalet invånare är 21124. Befolkningen består av 10 186 kvinnor och 10 938 män. Barn under 15 år utgör 24,0 %, vuxna 15-64 år 63 %, och äldre över 65 år 12,0 %.
Genomsnittlig årsnederbörd är 1 592 millimeter. Den regnigaste månaden är maj, med i genomsnitt 235 mm nederbörd, och den torraste är oktober, med 45 mm nederbörd.